# Microlicia amplexicaulis
Microlicia amplexicaulis är en tvåhjärtbladig växtart som beskrevs av Célestin Alfred Cogniaux. Microlicia amplexicaulis ingår i släktet Microlicia och familjen Melastomataceae. Inga underarter finns listade i Catalogue of Life.